# Metro van Sapporo
De metro van Sapporo (jap.:札幌市営地下鉄, Sapporo-shiei chikatetsu) is het metrosysteem van de Noord-Japanse stad Sapporo. Eind 1971 openende de eerste lijn voor het publiek, op tijd voor de in de stad gehouden Winterspelen van 1972. Sapporo is de hoofdstad van Hokkaido en de belangrijkste stad op het noordelijke eiland en bezit een kleine twee miljoen inwoners. Het stedelijk vervoersbedrijf exploiteert het vervoerssysteem. Een bijzonderheid is dat het materieel bestaat uit bandenmetro's, die geleid worden door een middenrail.

## Geschiedenis
De bouw aan de eerste lijn startte in 1969. De grotendeels ondergronds gebouwde Nanboku-lijn werd op het zuidelijke deel bovengronds aangelegd (tussen Hiragashi en Makomani), maar wordt gescheiden van de buitenlucht door een aluminium overkapping. Deze dient ter bescherming tegen de barre weersomstandigheden die het eiland 's winters kent. Tegelijkertijd heeft het metaal de werking van een geluidsscherm.
Momenteel heeft de metro een totale lengte van 48 km en kent op drie lijnen 46 stations. De Nanboku-lijn (14,3 km) is met 750 volt geëlektrificeerd door middel van een derde rail; de andere twee lijnen Tozai (20,1 km) en Toho (13,6) hebben een bovenleiding, die in een voeding van 1500 V voorziet. In het centrum wordt ook een tramlijn geëxploiteerd door het stadsvervoersbedrijf.

## Netwerk
Het netwerk heeft een lengte van 48 kilometer en bestaat uit drie lijnen, die een kleur en letter ter onderscheiding gekregen hebben. In totaal heeft de metro 46 stations (dit aantal komt hoger uit wanneer overstapstations dubbel geteld worden). Drukke stations zijn onder meer het treinstation Sapporo en het andere overstapstation van de metro, Odori. (klik op de netwerkkaart voor de stationsnamen). Er bestaan plannen om de Toho-lijn met drie stations in zuidoostelijke richting te verlengen, maar hiervoor bestaat geen vastgestelde planning.
| Kleur  | Lijnnaam | Lijnnaam              | Opening     | Lengte  | Aantal stations |
| ------ | -------- | --------------------- | ----------- | ------- | --------------- |
| Groen  | Lijn 1   | (南北線 Namboku-lijn) | 1971 - 1978 | 14,3 km | 16              |
| Oranje | Lijn 2   | (東西線Tozai-lijn)    | 1976 - 1999 | 20,1 km | 19              |
| Blauw  | Lijn 3   | (東豊線 Toho-lijn)    | 1984 - 1999 | 13,6 km | 14              |

## Galerij

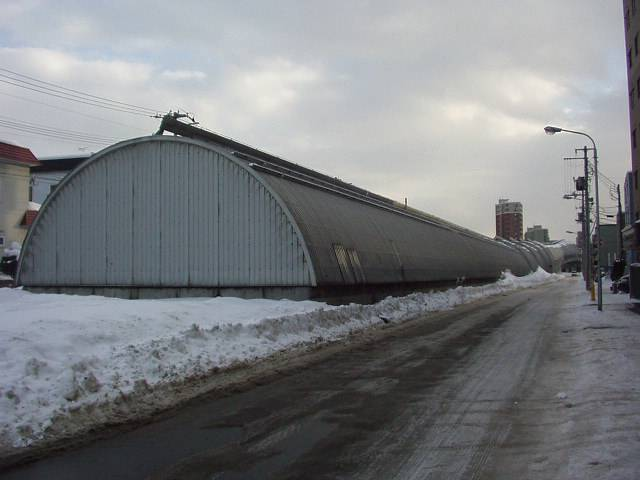
De kap van de Nambuko-lijn in winterse omstandigheden
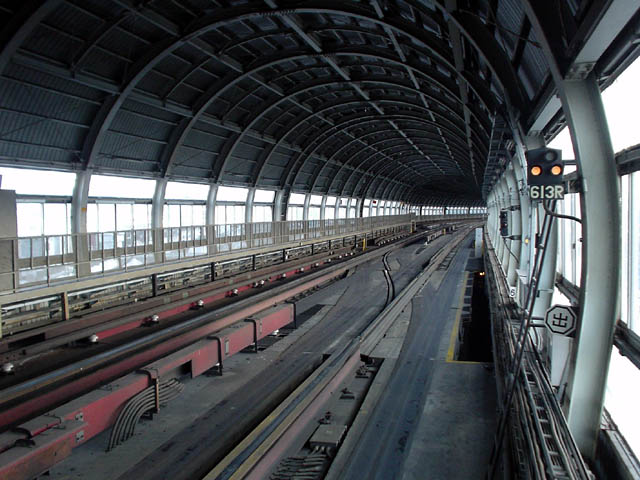
Binnenaanzicht van de overkapping (foto genomen vanaf station Jieitai Mae)
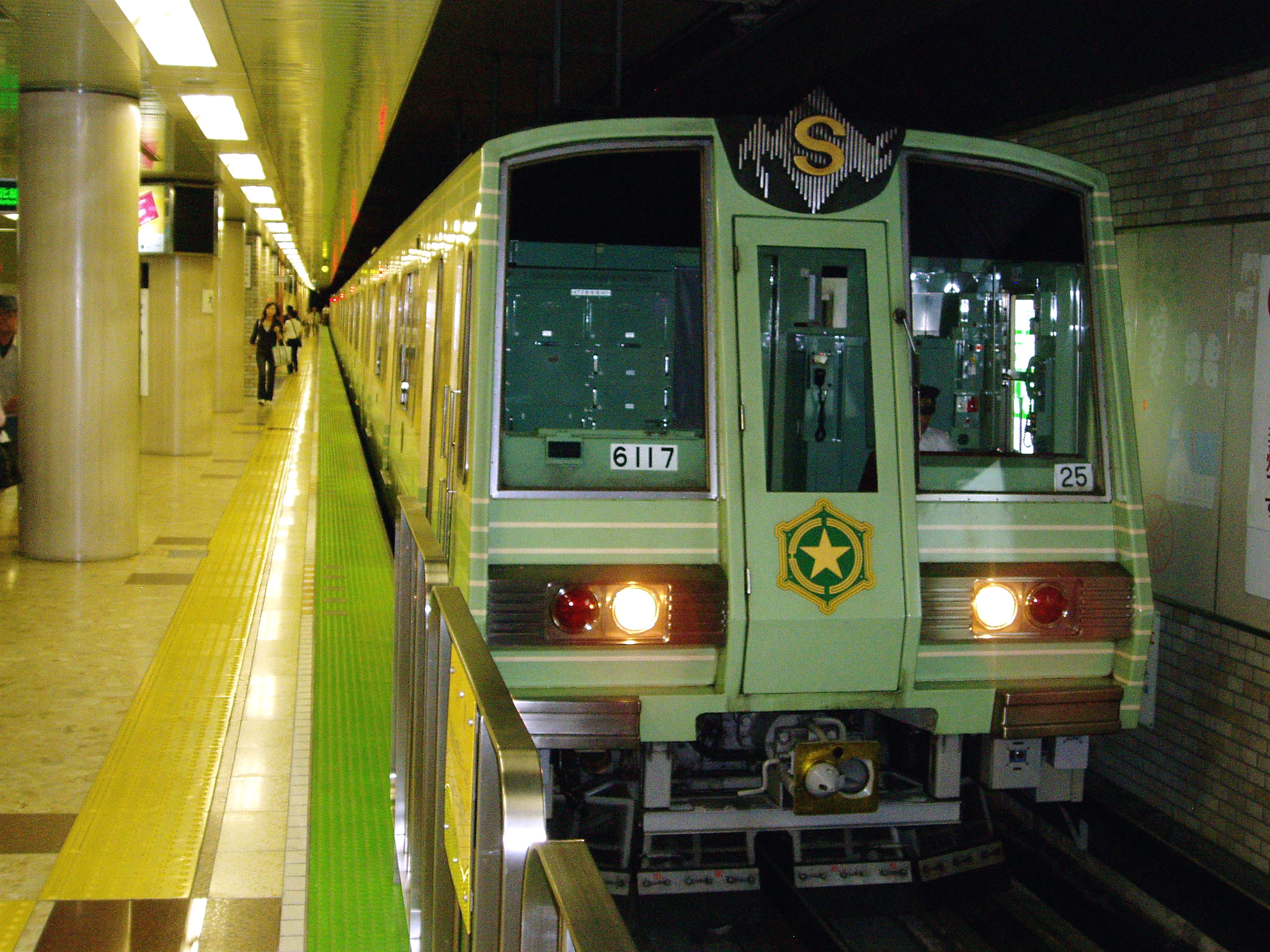
Materieel van de Tozai-lijn (6000-serie)
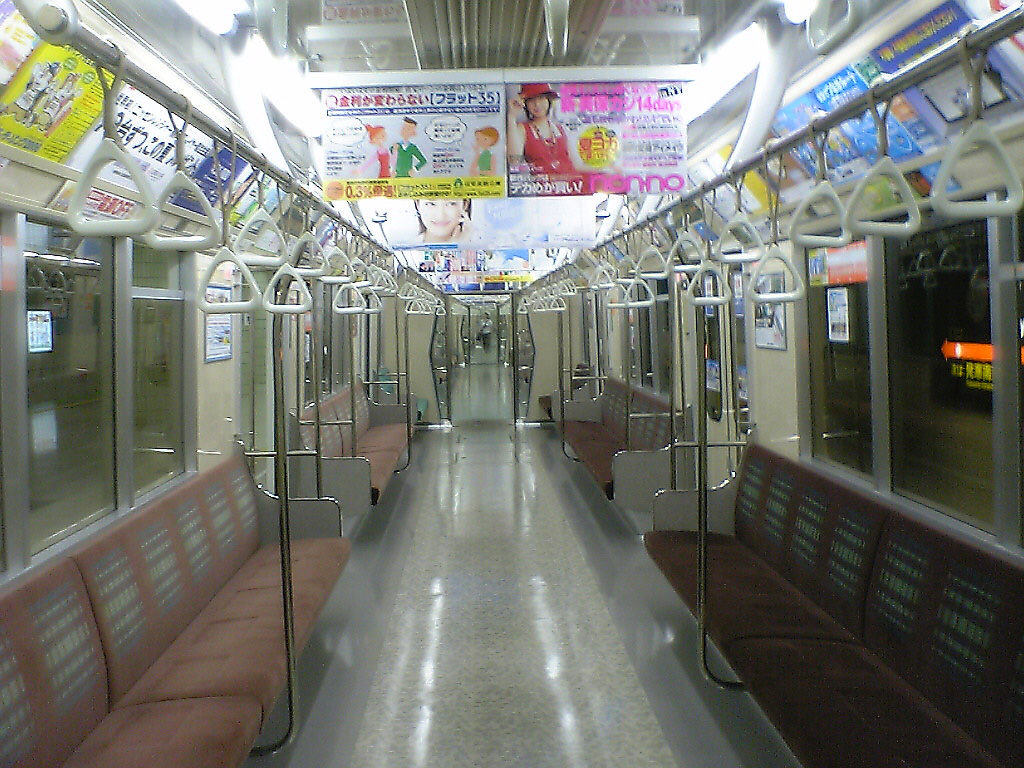
Interieur van een metrostel van de 8000-serie